# ФК Нотингем Форест
ФК Нотингем Форест (енгл. Nottingham Forest F.C.) је енглески професионални фудбалски клуб из Западног Бриџфорда, предграђа Нотингема. Тренутно игра у Премијер лиги, првом степену фудбалских такмичења у Енглеској. Клуб је основан 1865. и има славну прошлост која обухвата освајање два узастопна купа шампиона, под вођством Брајана Клафа, заједно са једном титулом првака Енглеске, два ФА купа, четири лига купа, једним суперкупом Енглеске и једним суперкупом Европе. Један је од чланова оснивача Фудбалске алијансе 1892. и Премијер лиге 1992. године.
Насупрот популарном веровању име форест (шума) не потиче од Шервудске шуме, него од Рекреационог центра Форест, северно од центра Нотингема, што је место где је клуб играо након његовог оснивања 1865 (иако име Рекреационог центра Форест у ствари и потиче из времена када је тај предео био део Шервудске шуме). Клуб се често једноставно назива форест, а такође имају и надимак црвени.
Закључно са 2024. годином су једини фудбалски клуб који је више пута био првак Европе него домаћег првенства.

## Успеси

### Национални
- Прва дивизија (данашња Премијер Лига)
  - Првак (1) : 1977/78.
  - Друго место (2) : 1966/67, 1978/79.
- Друга дивизија / Прва дивизија / Чемпионшип (други ниво енглеског фудбала)
  - Првак (3) : 1906/07, 1921/22, 1997/98.
  - Друго место (2) : 1956/57, 1993/94. (оба пута промовисан у виши ранг)
  - Треће место (1) : 1976/77. (промовисан у виши ранг)
  - Победник плеј-офа (1) : 2022.
- Трећа дивизија / Прва фудбалска лига  (трећи ниво енглеског фудбала)
  - Првак (1) : 1950/51.
  - Друго место (1) : 2007/08. (промовисан у виши ранг)
- Фудбалска алијанса (аматерски ниво енглеског фудбала)
  - Првак (1) : 1891/92.
- ФА куп
  - Победник (2) : 1897/98, 1958/59.
  - Финалиста (1) : 1990/91.
- Лига куп Енглеске
  - Победник (4) : 1977/78, 1978/79, 1988/89, 1989/90.
  - Финалиста (2) : 1979/80, 1991/92.
- Суперкуп Енглеске
  - Победник (1) : 1978.
  - Финалиста (1) : 1959.
- Фул мемберс куп
  - Победник (2) : 1988/89, 1991/92.
- Англо-шкотски куп
  - Победник (1) : 1976/77.
- Турнир 100 година Фудбалске лиге
  - Победник (1) : 1988.

### Међународни
- Куп европских шампиона
  - Победник (2) : 1978/79, 1979/80.
- Суперкуп Европе
  - Победник (1) : 1979.
  - Финалиста (1) : 1980.
- Интерконтинентални куп
  - Финалиста (1) : 1980.

## Тренутни састав
Ажурирано 4. фебруара 2021. 
| Бр. |                 | Позиција | Играч                                         |
| --- | --------------- | -------- | --------------------------------------------- |
| 2   | Република Ирска | О        | Сајрус Кристи (на позајмици из Фулама)        |
| 3   | Португалија     | О        | Тобијас Фигуередо                             |
| 4   | Енглеска        | О        | Џо Ворал                                      |
| 5   | Португалија     | О        | Јури Рибеиро                                  |
| 6   | Француска       | С        | Лоик Мбе Со                                   |
| 7   | Енглеска        | Н        | Луис Грабан                                   |
| 8   | Енглеска        | С        | Џек Колбек                                    |
| 11  | Енглеска        | С        | Сами Амеоби                                   |
| 12  | Енглеска        | Г        | Џордан Смит                                   |
| 13  | Камерун         | О        | Гаетан Бонг                                   |
| 14  | Комори          | С        | Фуад Баширу                                   |
| 15  | Енглеска        | С        | Лук Фримен (на позајмици из Шефилд јунајтеда) |
| 16  | Енглеска        | О        | Карл Џенкинсон                                |
| 17  | Енглеска        | С        | Алекс Мајтен                                  |
| 18  | Португалија     | С        | Кафу                                          |

| Бр. |                 | Позиција | Играч                                              |
| --- | --------------- | -------- | -------------------------------------------------- |
| 20  | Енглеска        | О        | Мајкл Досон ((Капитен))                            |
| 21  | Мали            | С        | Самба Со                                           |
| 22  | Енглеска        | С        | Рајан Јејтс                                        |
| 23  | Енглеска        | С        | Џо Лоли                                            |
| 24  | Енглеска        | О        | Тајлер Блекет                                      |
| 25  | Енглеска        | Н        | Глен Мареј                                         |
| 26  | Шкотска         | О        | Скот Мекена                                        |
| 27  | Хрватска        | С        | Филип Кровиновић (на позајмици из Бенфике)         |
| 28  | Француска       | С        | Ентони Нокарт (на позајмици из Фулама)             |
| 30  | Република Конго | Г        | Брис Самба                                         |
| 31  | Република Ирска | С        | Хари Артер                                         |
| 33  | Монтсерат       | Н        | Лајл Тејлор                                        |
| 37  | Енглеска        | С        | Џејмс Гарнер (на позајмици из Манчестер јунајтеда) |
| 39  | Сенегал         | Г        | Абдулај Диало                                      |

## Рекорди
Највише утакмица за клуб (у свим такмичењима):
1. Боб Макинли: 692
2. Ијан Бојер: 564
3. Стив Читл: 526
4. Стјуарт Пирс: 522

Највише постигнутих голова за клуб (у свим такмичењима):
1. А. Г. Морис: 217
2. Нигел Клаф: 131
3. Ц. Ардрон: 124
4. Џ. Г. Дент: 122

Најбоља посета:
49.946 против Манчестер јунајтеда у 1 Дивизији, 28. октобра 1967.
Најмања посета:
2.013 против. Брентфорда у Лига купу, 31. октобра 2006.
Рекордна зарада од карата:
£499.099 против. Бајерн Минхена у УЕФА купу, друга утакмица четвртфинала, 19. марта 1996.
Најдужи низ победа у лиги:
7, победе од 9. маја 1922. до 1. септембра 1922.
Најдужи низ пораза у лиги:
14, порази од 21. марта 1913. до 27. септембра 1913.
Најдужи низ без пораза у лигашким мечевима:
42, од 26. новембра 1977. до 25. новембра 1978.
Најдужи низ лигашких утакмица без победе:
19, од 8. септембра 1998. до 16. јануара 1999.
Најбржи гол:
23 секунда , Пол Смит против Лестер Ситија, 18. септембра 2007. у Лига купу.1
Прва утакмица у првој лиги:
3. септембра 1892. против Евертона (у гостима), 2-2
Највећа победа (у свим такмичењима):
14-0, против Клептона (у гостима), 1 коло ФА купа, 17. јануара 1891.
Највећи пораз (у свим такмичењима):
1-9, против Белкберн роверса, 2. Дивизија, 10. април 1937.
Највише лигашких бодова у једној сезони:
94, 1. Дивизија, 1977/78.
Највише лигашких голова у једној сезони:
101, 3. Дивизија, 1950/51.
Најбољи стрелац у једној сезони:
Вали Ардрон, 36, 3. Дивизија, 1950/51.
Играч са највише утакмица за репрезентацију:
Стјуарт Пирс, 76 за Енглеску (78 укупно)
Најмлађи лигашки играч:
Крег Весткар, 16 година, против Барнлија 13. октобра 2001.
Најплаћенији трансфер:
£3.500.000 за Пјер ван Хојдонк из Селтика, март 1997.
Најскупљи трансфер за продају:
£8.500.000 за Стен Колиморе у Ливерпул, јун 1995.
1 По договору са Лестер ситијем. Утакмица је поновљена испочетка након што је три недеље раније утакмица прекинута на полувремену, због колапса играча Лестера Клива Кларка, при вођству Нотингем фореста од 1-0 .